# Ljiljana Habjanović Đurović
Ljiljana Habjanović Đurović (en cirílico serbio: Љиљана Хабјановић Ђуровић; Kruševac, 6 de septiembre de 1953) es una escritora serbia.

## Trayectoria
Se graduó en economía en la Universidad de Belgrado.Trabajó en un banco, en una oficina de turismo y como periodista para la revista  Дуга /Duga. Durante ese tiempo, publicó cuatro novelas y desde 1996 se ha dedicado casi en exclusiva a la literatura. Desde 2003 es dueña de la editorial ‘Globosino Aleksandrija’.
Interesada por la política, ha sido miembro del Partido Progresista Serbio, siendo elegida para la Asamblea Nacional de Serbia en las elecciones de 2016, pero renunció a su escaño.

## Obra
- Јавна птица/ Javna ptica , (1988)
- Ана Марија ме није волела/ Ana Marija me nije volela, (1991)
- Ива/ Iva, (1994)
- Србија пред огледалом/ Srbija pred ogledalom , (1994)
- Женски родослов/ Ženski rodoslov , (1996)
- Пауново перо/ Paunovo pero, (1999)
- Петкана/ Petkana, (2001)
- Игра анђела/ Igra anđela , (2003)
- Свих жалосних радост/ Svih žalosnih radost, (2005)
- Запис душе/ Zapis duše , (2007)
- Вода из камена/ Voda iz kamena , (2009)
- Сјај у оку звезде/ Sjaj u oku zvezde , (2012)
- Наш отац/ Naš otac , (2014)
- Гора Преображења/ Gora Preobraženja , (2015)
- Онда је дошла Добра Вила/ Onda je došla Dobra , (2016)
- Со Земљи/ So Zemlji, (2018)